# 小青 (冠位)
小青（しょうしょう）は、647年に制定され、648年から649年まで日本で用いられた冠位である。13階中10番目で、大青の下、大黒の上に位置する。

## 解説
大化3年（647年）に制定された七色十三階冠で設けられ、翌年4月1日に実施された。小伯仙の錦で縁取ったのが大青との違いで、冠はともに青絹で作った。大青・小青ともに冠につける鈿は銀で作り、紺の服を着用する規定であった。
大化5年（649年）2月に冠位十九階が導入されると、小青は小山上と小山下に分割されて廃止された。
1年で改称されたこともあり、小青の冠位を授かったと『日本書紀』に記された人物はいないが、後継の小山上・下などについては多数知られる。